# Солнцев, Сергей Иванович (Герой Советского Союза)
Сергей Иванович Солнцев (5 марта 1906 — 20 ноября 1941) — начальник разведки и комиссар партизанского отряда Рузского района Московской области, старший лейтенант НКВД, Герой Советского Союза.

## Биография

### Ранние годы
Родился в 1906 году в городе Раменское (по другим данным — в деревне Игумново близ Раменского) ныне Московской области в семье рабочего. Русский. Отец, который с малых лет работал на Раменской хлопчатобумажной фабрике, умер, когда сыну исполнился год. Сергея воспитывала мать, трудившаяся на той же фабрике.
Учился в профтехшколе, прошёл путь от прядильщика до поста заместителя директора предприятия на Раменской текстильной фабрике «Красное знамя». В 1930—1931 годах — слушатель высшей школы профдвижения в городе Подольске. Член ВКП(б) с 1930 года.
В 1937 году приглашён на работу в органы НКВД, стал заместителем начальника районного отделения НКВД в Истре. В 1939 году избран секретарём парторганизации Истринского районного отделения УНКВД. В 1941 году назначен начальником райотдела НКВД в Рузе.
В аттестационных листах и характеристиках отмечается его добросовестное, ответственное отношение к работе, с которой он успешно справляется, его выдержка и дисциплинированность.

### Комиссар Рузского партизанского отряда
Со дня оккупации силами Вермахта Рузского района — 25 октября 1941 года — руководитель разведки, комиссар Рузского партизанского отряда, имевшего численность более 100 человек и базировавшегося у озера Глубокое. Старший лейтенант госбезопасности Солнцев участвовал в ряде успешных разведывательных и боевых операций. Лично ходил 18 раз в разведку, используя свою сеть агентов-осведомителей на территории района, добывал и передавал в штаб 5-й армии ценные данные о противнике. В частности, его группа сумела добыть точные сведения о расположении неприятеля в деревне Вишенки, что помогло уничтожить штаб вражеской части и нанести противнику большой урон в живой силе и технике. Также данные партизанского отряда пригодились при уничтожении неприятеля в деревнях Горбово и Богаево. В ходе тяжёлого боя, после устроенной Рузским партизанским отрядом засады на дороге Голосово — Редькино, Солнцев переломил ход сражения, организовав контратаку и в итоге обеспечил разгром вражеской колонны, а также захват техники и вооружения.
Среди действий рузских партизан и подпольщиков также можно отметить казнь коменданта Рузы унтершарфюрера Эриха Фогеля (операция была осуществлена комиссаром С. И. Солнцевым вместе с боевыми товарищами), (однако имеются и другие сведения, согласно которым Эрих Фогель в свое время служил в охранной дивизии СС «Мертвая голова», а комендантом Рузы был Гельмут Вейдлинг. В плане у партизан его ликвидация была. Но в полосе действия базировались немецкие войска, и осуществить убийство было невозможно. Вейдлинг впоследствии участвовал в обороне Берлина. А в 1950 году на допросе на Лубянке (допрос № 60 ссылка на него http://www.xliby.ru/istorija/generaly_i_oficery_vermahta_rasskazyvayut/p64.php) он подтвердил, что был комендантом города Рузы в 1941 году. Умер во Владимирском централе. Эти сведения, на основании изучения архивных данных, сообщил бывший научный сотрудник рузского музея Геннадий Викторович Нокель) проведение по деревням тайных митингов накануне 7 ноября, организацию собственной типографии и выпуск для местного населения партизанской газеты «На боевом посту», распространение листовок, издаваемых политическим управлением Западного фронта и доставляемых в штаб партизанского отряда его разведчиками-связными, покушение на начальника отделения гестапо в Рузе Ганса Вернера, спасение от угона в Германию советских юношей и девушек, нападение на вражеские обозы на просёлочных дорогах и многое другое.
Согласно официальной версии, 20 ноября 1941 года близ деревни Андреевское Рузского района, долгое время вместе со своим отрядом держа оборону от нагрянувшего к расположению партизан крупного карательного отряда, комиссар Солнцев получил тяжёлое ранение и попал в руки карателей (предварительно, когда стали заканчиваться патроны, Солнцев отдал приказ своему отряду отойти в лес и оставить его). Захват Солнцева был осуществлён охотничьей командой, состоявшей из одного взвода 187-го разведывательного батальона 87-й немецкой пехотной дивизии. В плену Солнцева подвергли зверским пыткам, но, не добившись никакой информации, казнили.
В личном деле Солнцева датой его гибели указано 28 ноября 1941 года.
Указом Президиума Верховного Совета СССР «О присвоении звания Героя Советского Союза лейтенанту Государственной безопасности т. Солнцеву С. И.» от 11 марта 1942 года за «отвагу и геройство, проявленные в партизанской борьбе в тылу против немецких захватчиков» удостоен посмертно звания Героя Советского Союза. 
До конца 1960-х — начала 1970-х местом казни Солнцева официально считалась опушка леса между Демидковым и Глубоким (сейчас там проходит ЛЭП на биостанцию «Озеро Глубокое»), потом памятник вместе с оградой был демонтирован, а новая памятная доска установлена на поляне вблизи села Андреевское, вблизи бывшей базы Рузского партизанского отряда. В начале 2000-х годов была проведена реконструкция памятника.
В настоящее время населённых пунктов Демидково и Терехово не существует — в 1950—1960-х годах они были ликвидированы как бесперспективные.

## Память
Похоронен Сергей Иванович Солнцев в братской могиле на площади Партизан в Рузе. В городах Раменское и Руза его именем названы улицы, на них установлены мемориальные доски. У деревни Андреевское (недалеко от места гибели) и в Рузе установлены обелиски, в деревне Дементьево Раменского района на территории пионерского лагеря (ныне заброшенном) — бюст Героя. Награждён орденом Ленина.